# Municipio de Clinton (condado de St. Louis)
El municipio de Clinton (en inglés: Clinton Township) es un municipio ubicado en el condado de St. Louis en el estado estadounidense de Minnesota. En el año 2010 tenía una población de 1015 habitantes y una densidad poblacional de 11,62 personas por km².

## Geografía
El municipio de Clinton se encuentra ubicado en las coordenadas 47°24′26″N 92°37′47″O / 47.40722, -92.62972. Según la Oficina del Censo de los Estados Unidos, el municipio tiene una superficie total de 87.32 km², de la cual 85,84 km² corresponden a tierra firme y (1,69 %) 1,48 km² es agua.

## Demografía
Según el censo de 2010, había 1015 personas residiendo en el municipio de Clinton. La densidad de población era de 11,62 hab./km². De los 1015 habitantes, el municipio de Clinton estaba compuesto por el 96,16 % blancos, el 1,28 % eran afroamericanos, el 0,59 % eran amerindios, el 0,39 % eran asiáticos y el 1,58 % eran de una mezcla de razas. Del total de la población el 0,69 % eran hispanos o latinos de cualquier raza.